# Récits d'enlèvement par des extraterrestres

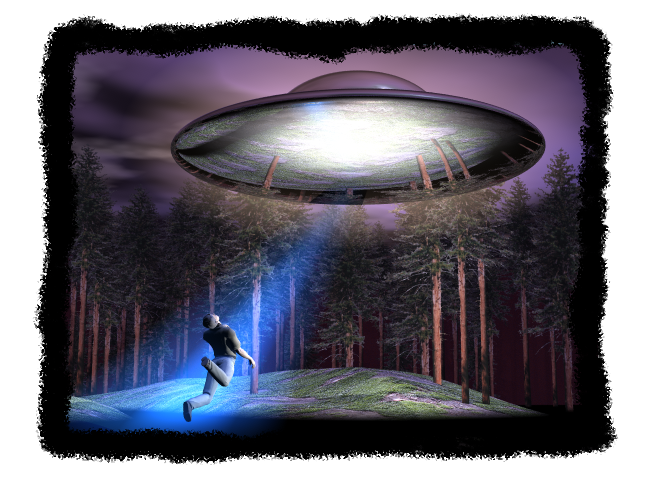
Vue d'artiste d'un enlèvement.

Les récits d’enlèvement par des extraterrestres (ou récits d'abduction dans la terminologie ufologique) sont l'un des aspects les plus controversés de l'ufologie et du phénomène ovni. Le premier récit d'enlèvement est celui fait sous hypnose par Betty et Barney Hill aux États-Unis, en 1961. Depuis,  de nombreuses personnes, principalement aux États-Unis, ont prétendu avoir été enlevées par des extraterrestres. Bien qu'on ne puisse écarter l’existence d'un phénomène psychosocial, la controverse réside essentiellement dans l'opposition entre l'absence de preuves scientifiques et la sincérité de certains témoignages.
La catégorisation de l'enlèvement comme « rencontre rapprochée du 4e type » (RR4) n'apparait pas dans le système de classification de Hynek publié en 1972.

## Principales caractéristiques des récits
Les récits relatent souvent un examen médical approfondi de la part des ravisseurs, plus ou moins douloureux ou traumatisant selon le cas, avec parfois insertion d'un implant dans le cerveau, le nez ou le sexe principalement.
D'autres personnes prétendent que les extraterrestres les auraient enlevées pour leur faire part d'un message : on surnomme en ufologie ce type de témoins des « contactés », pour les différencier des « abductés » ou « ravis » (victimes de rapt). George Adamski ou Claude Vorilhon (alias Raël) sont des cas célèbres de personnes se prétendant « contactées ».
Les récits d'abduction ont été analysés à partir des années 1960 avec l'affaire du couple Hill (considéré comme étant le premier cas d'« abductés »), ce qui a mis en évidence une partie invariante dans les récits. Sous hypnose, les patients racontent leurs souvenirs, réels ou imaginaires, et font souvent état de l'insertion ou du prélèvement d'objets ou de matériel biologique dans diverses parties du corps chez la femme ou l'homme, ou d'embryons dans l'utérus de la femme,,,,.

### Analogie avec les récits de science-fiction
Selon Michel Meurger, les récits ufologiques d'enlèvements ne sont qu'une continuation du mythe, présent au XIXe siècle, des « chirurgiens criminels » ou « docteurs de la nuit ». À cette époque, les Noirs américains, habitant des cités surpeuplées, ont représenté leurs angoisses par un nouvel imaginaire lié à la science.

## Explications psychologiques et psychosociales
Les organisations de sceptiques et la grande majorité de la communauté scientifique rejettent les enlèvements par extraterrestres. S'appuyant sur le modèle sociopsychologique du phénomène ovni, ils expliquent que ce qui motive les gens à imaginer et à croire leurs récits est la combinaison de symptômes de la paralysie du sommeil et du syndrome des faux souvenirs. Ces faux souvenirs sont générés par une forme spécifique d'hypnose, une hypnose prétendument « régressive », à laquelle ont fréquemment recours les enquêteurs qui interrogent les présumées victimes d'enlèvement et qui serait censée ramener à la conscience leurs expériences verrouillées dans leur subconscient,.

### Problème de l'exactitude de l'hypnose et de la fiabilité de la mémoire
Il a été montré que des témoignages obtenus sous hypnose pouvaient être inexacts,. De plus, des recherches récentes ont montré l'extraordinaire malléabilité de la mémoire. Selon Elizabeth Loftus, psychologue et spécialiste de la mémoire, l’apparente sincérité d’un témoin ne prouve en rien la véracité de son témoignage.

### Autres explications
Certains auteurs comme Elaine Showalter considèrent qu'il s'agit d'une forme contemporaine d'hystérie parmi d'autres, comme le trouble dissociatif de l'identité, le syndrome de fatigue chronique ou encore le syndrome de la guerre du Golfe.
Un autre élément à prendre en considération est que certains enlevés présenteraient une personnalité encline à l'imagination, ou du moins un fort engagement dans l'imaginaire, qui les conduirait à projeter celui-ci dans le monde extérieur. Cette personnalité serait non pathologique, car le sujet n'en souffre pas et serait adapté socialement. Deux exemples célèbres en ufologie de personnalités considérées comme enclines à la fantaisie seraient Betty et Barney Hill ou Whitley Strieber, auteur de Communion (en) (1987) dans lequel il relate son enlèvement.
Selon l'étude de la psychologue Susan Clancy, un nombre non négligeable d'enlevés n'ont aucun souvenir de leur enlèvement et ne se considèrent comme enlevés qu'en raison de symptômes (déprime, rêves vivaces, marques sur le corps, etc.) qu'ils interprètent de la sorte a posteriori alors que ceux-ci peuvent avoir de nombreuses autres causes.

## Rejet de la part des scientifiques
Les physiciens n'accordent de manière générale aucun crédit à l'explication de ces récits par une cause extraterrestre. L'absence de trace matérielle tangible fait échapper ces récits au domaine de la physique pour les rapprocher de la médecine, de la psychiatrie et de la sociologie.

## Récits d'enlèvements célèbres
- Antonio Villas Boas (1957 – Brésil)
- Betty et Barney Hill (1961 – États-Unis)
- Enlèvement de Pascagoula (1973 – États-Unis)
- Travis Walton (1975 – États-Unis)
- Abduction d'Emilcin (1978 - Pologne)
- Whitley Strieber (1988 – États-Unis)
- Meng Zhaoghu (1994 – Chine)
- Kirsan Nikolaïevitch Ilioumjinov (1997 – Russie)

## Au cinéma et en littérature
- Le film Phénomènes paranormaux (Le Quatrième Type au Québec) met en scène des enlèvements par des extraterrestres.
- Le roman 1985 - La disparue de Sainte-Catherine, de Rita Belkhayat et Christophe Hermier, traite de ce thème à travers une fiction qui se déroule dans la Normandie des années 1980. Paris, Éditions Complicités, 2024, 164 p.  (ISBN 978-2-386-47079-0)

## Sources

### Vidéographie
- (en) « Rare Dr John Mack TV Appearance Part: 1 » [vidéo] (à 10:37), sur Youtube, 14 novembre 2010 (consulté le 24 août 2014)
- Conférence TED, « Elizabeth Loftus: The fiction of memory » [vidéo] (à 16:20), sur www.ted.com, juin 2013 (consulté le 25 aout 2014)